# Pierre Claude François Delorme
Pierre Claude François Delorme (Parigi, 28 luglio 1783 – Parigi, 8 novembre 1859) è stato un pittore e incisore francese.

## Biografia
François Delorme ebbe come maestro Anne-Louis Girodet-Trioson e rimase, nelle sue opere, all'interno di quella tradizione stilistica che definì la pittura neo-classica del periodo dell'Impero. Fu, comunque, un pittore essenzialmente storico-mitologico.

Terminato il suo apprendistato, Delorme trascorse molti anni in Italia, dove fu conquistato dalle opere di Raffaello e di Michelangelo. Tornato in Francia produsse un gran numero di opere particolarmente significative.
 
Fece il suo debutto al "Salon de Paris" del 1819 con un'opera storica intitolata "Morte di Abele", che è attualmente conservata nel Museo Fabre di Montpellier.
Delorme partecipò alle mostre del Salon fino al 1851, principalmente con quadri mitologici, religiosi e storici.

Eseguì inoltre numerosi dipinti per il palazzo di Versailles, di Fontainebleau, di Neuilly, di Compiègne e per diverse chiese parigine.
Decorò, in particolare, le cappelle della Vergine nella chiesa di San Gervasio e Protaso, la cappella di S. Pietro a Sant'Eustachio e dipinse "Il trasporto della Santa Casa da parte degli Angeli".
Delorme morì a Parigi nel 1859, all'età di 76 anni.

## Opere principali
- "Ero e Leandro", 1814,  Museo di Belle arti, Brest.
- "Gesù resuscita la figlia di Giairo", 1817
- "Gesù nel limbo", 1819
- "Cefalo rapito da Aurora", 1822
- "Saffo e Faone", 1833
- "Eva coglie il frutto proibito", 1834
- "La Maddalena presso la tomba di Cristo", 1835
- "Il riposo in Egitto", 1850
- "Ettore".

## Galleria d'immagini

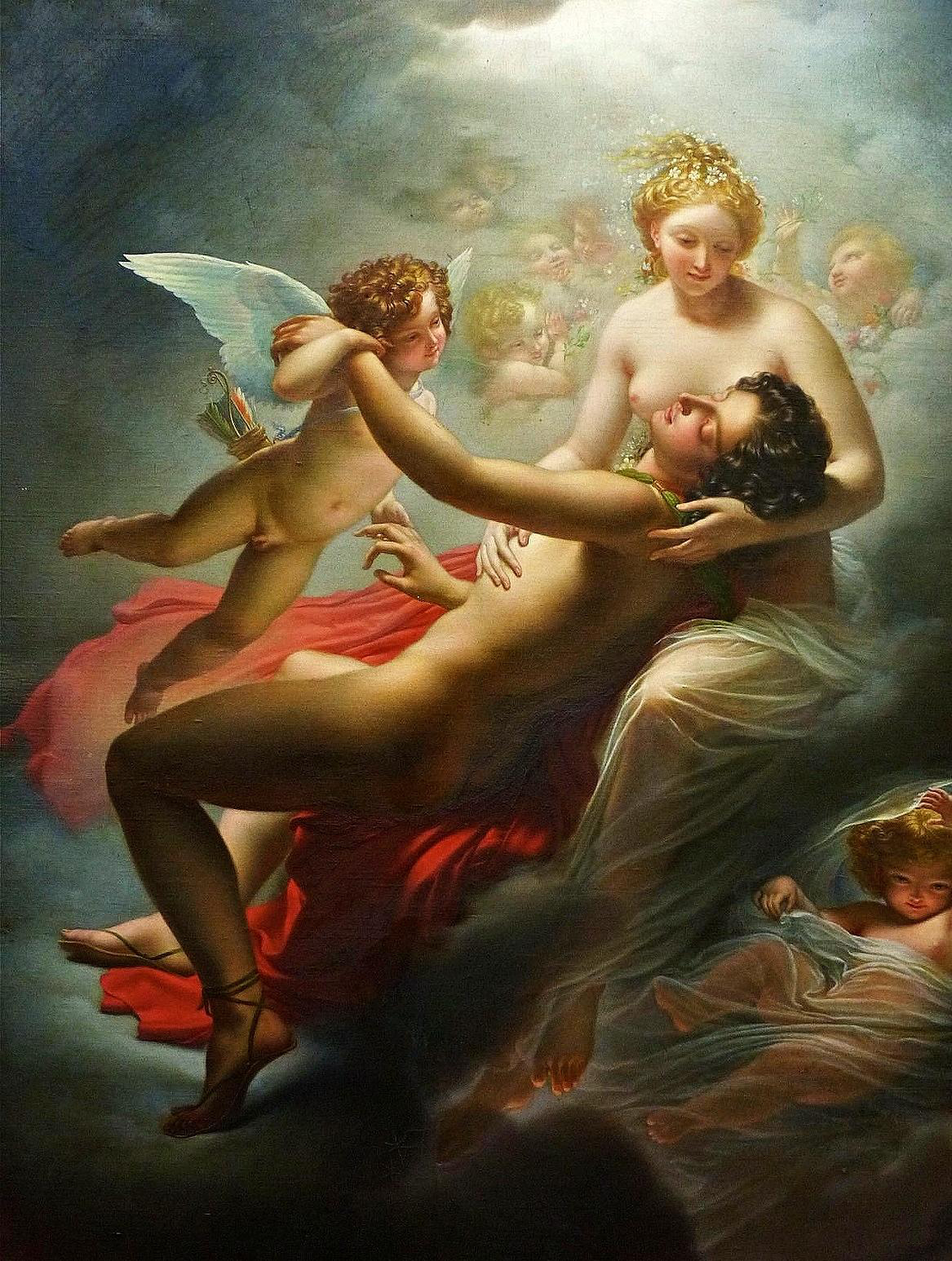
Cefalo portato via da Aurora
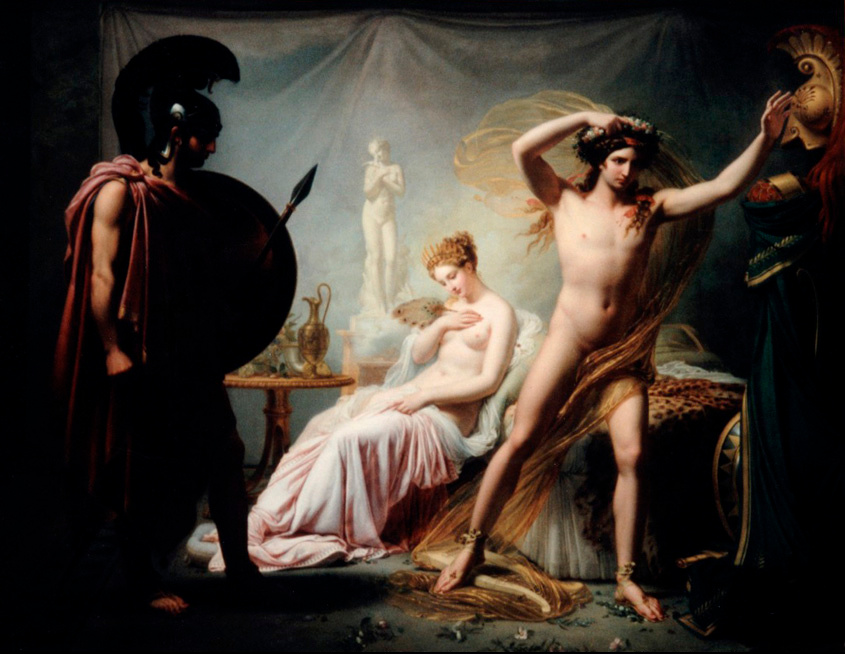
Ettore
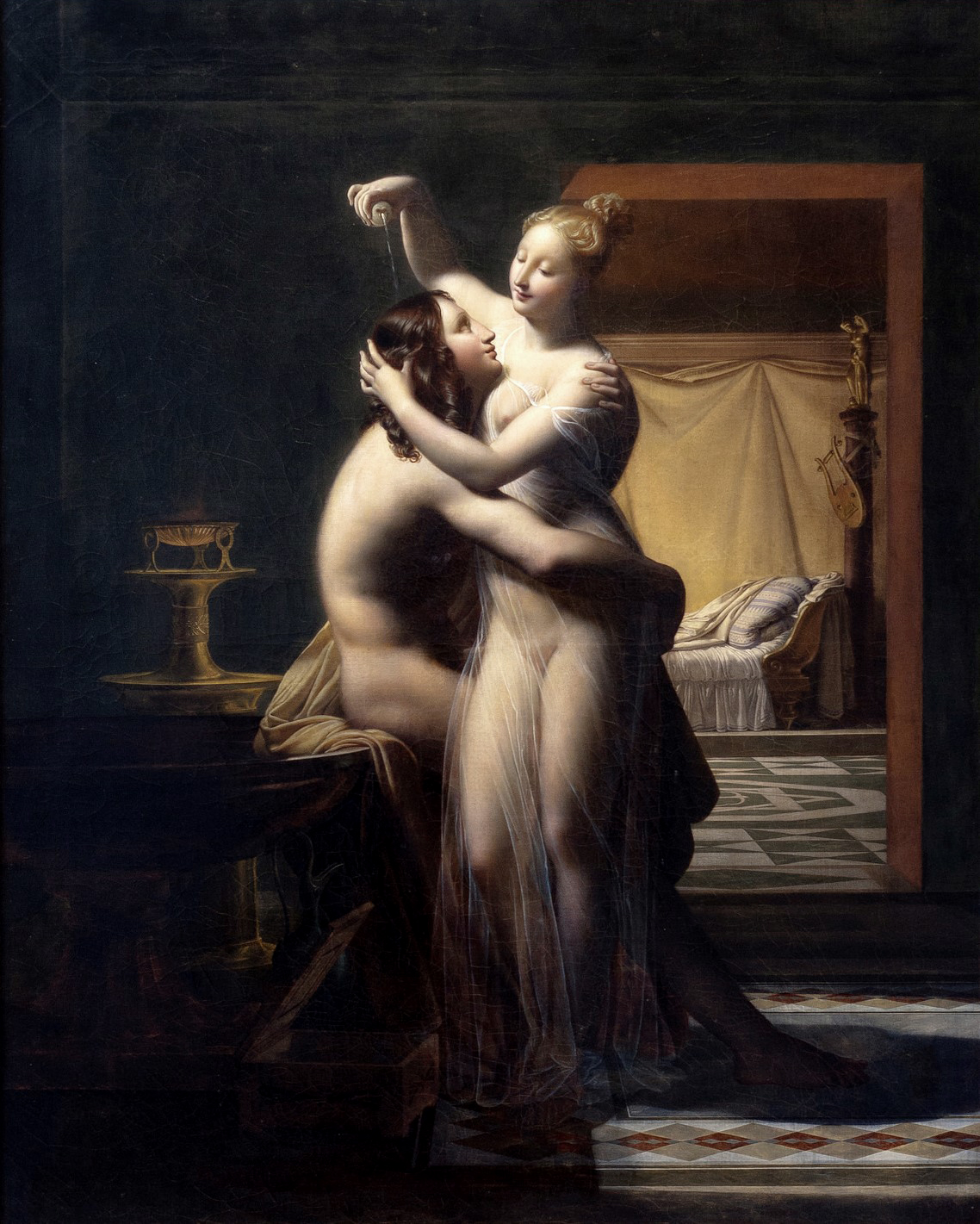
Ero e Leandro
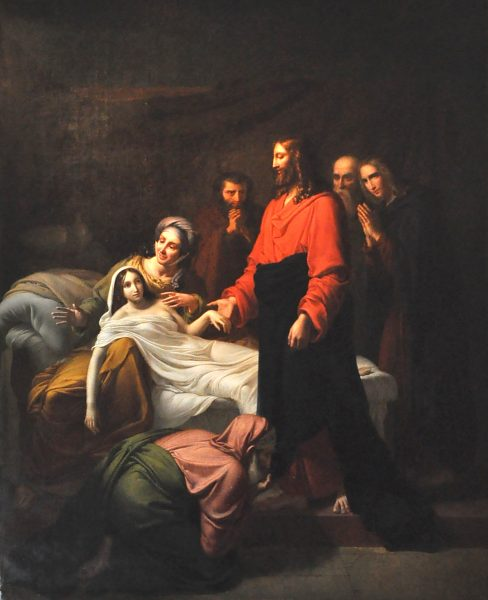
Gesù resuscita la figlia di Giairo